# Steef Cuijpers
Steef Cuijpers (Eindhoven, 26 februari 1965) is een Nederlandse stand-upcomedian die zich midden jaren negentig aansloot bij Comedytrain. Daarnaast werkt hij als presentator en acteur aan radio- en televisieprogramma's en films.

## Biografie
Steef Cuijpers werkte na zijn studietijd als technisch commercieel adviseur bij verschillende bedrijven en als verkoopleider van een wijnkoperij. In 1996 deed hij in zijn geboorteplaats met succes auditie voor het stand-upcomedygezelschap Comedytrain: Raoul Heertje, Eric van Sauers en Theo Maassen, die in de zaal zaten, besloten hem aan te nemen als lid. Via Comedytrain kwam Cuijpers in aanraking met de radio en eind 1997 kwam hij terecht bij het NCRV 3FM-programma BuZz. Na drie jaar NCRV werkte hij een korte tijd voor de VARA-televisie (Later wordt het leuk) en Radio 538. Uiteindelijk kwam Cuijpers terecht op de redactie van het Radio 2-programma Schiffers.fm van de AVRO.
Ondertussen ging het spelen in Toomler (de comedyclub van Comedytrain) ook door en Cuijpers besloot solo te gaan. Samen met Murth Mossel en Roué Verveer speelde hij in 2004 voor de Nederlandse en Belgische troepen in Afghanistan. In 2007 was hij te zien in het VARA-programma Comedytrain presenteert... Na drie soloprogramma's (Onderweg, Er is niets veranderd... Toch? en Beter is niet altijd goed) vond hij in 2009 bij Radio 6 Soul & Jazz een vaste plek in de middag: Steefs Cantina. Door bezuinigingen bij de VPRO is dat programma per 1 januari 2014 opgeheven en werkt Cuijpers als presentator/regisseur/redacteur voor het NTR Radio 6-programma Mijke & Co Live!.
Cuijpers was ondertussen opgemerkt door diverse castingbureaus. In eerste instantie speelde hij in enkele reclamespotjes, tot hij in 2008 een kleine rol (die van taxichauffeur) kreeg in Komt een vrouw bij de dokter. Daarna volgden meer rollen, zoals in de televisieserie Flikken Maastricht en de films Plan C en Wolf.
Voor zijn rol in de speelfilm Zomer werd hij in 2014 genomineerd voor een Gouden Kalf voor de beste mannelijke bijrol.
In 2023 kwam de televisieserie Ferry uit waarin hij drugsbaron Arie Tack speelt.

### Ziekte
In 2011 werd bij Cuijpers de zeer zeldzame auto-immuunziekte FSGS geconstateerd. Als gevolg hiervan lijdt hij aan het nefrotisch syndroom.    
Steef Cuijpers is ambassadeur van de stichting NephcEurope.

## Theaterprogramma's
- Onderweg
- Er is niets veranderd... Toch?
- Beter is niet altijd goed

## Filmografie

### Film
- Komt een vrouw bij de dokter – taxichauffeur
- Lena – Pier
- Plan C – Ruud
- De Deeldeliers – voice-over
- Wolf – voorman
- Feuten: Het Feestje – AFAC-medewerker
- Costa del Sol (kort) – Paul
- Zomer – vader
- Je vriendin koopt een vis op de markt (kort) – baas
- Rokjesdag – buschauffeur Bob
- Layla M. – AIVD-agent
- WaldStille – leerkracht
- MeesterSpion – bewaker geheime dienst
- Ron Goossens, Low Budget Stuntman – Nees
- Quality Time – Bob
- Kleine IJstijd – Lo
- Gek van Oranje – portier
- De matchmaker – Arie
- Zwaar verliefd! – ome Ger
- De Libi – Achterberg
- Jetski – verkoper
- Wat is dan liefde – Nico
- Paradise Drifters – Chloe's stiefvader
- Captain Nova – Dave
- Met mes – rechercheur
- Buenas Chicas – Floris
- Happy Palace – Koos
- Bad Boa's – Smits

### Televisie
- Comedytrain presenteert...
- Sekjoeritie – Johan
- Mimoun – directeur
- Flikken Maastricht – Carl / Harrie Swinkels
- Van God los – Richard
- Moordvrouw – Rudie Grol
- Smeris – Joost
- Voor Emilia – Olivier
- Celblok H – Kees Derksen
- Dokter Tinus – Evert
- De grote Zwaen – Edgar
- One Happy Day – rechercheur
- Danni Lowinski – Willem Minneboo
- Toon – vaatwassermonteur
- B.A.B.S. – Peter (vader van Showanna)
- Vind die domme trut en gooi haar in de rivier – conciërge
- De 12 van Oldenheim – John Broekema
- Penoza – accountant
- Flikken Rotterdam – bewaker
- Verloren dochter – kinderbescherming
- De Spa – prijswinnaar
- Fenix – Jan
- Ferry – Arie Tack
- Mocro Maffia – wapenhandelaar
- Stanley H. – Arnold Kortekaas
- Harkum – Rob
- Hallali – Karel
- Keizersvrouwen – Johan
- Baantjer: het begin – Willem Kroos
- Jackson & Malone – Marnix West
- Arcadia – Stijn
- De Freek Tapes – Francois